# US Catanzaro 1929
Unione Sportiva Catanzaro 1929 – włoski klub piłkarski, założony w 1929 roku, mający swą siedzibę w Catanzaro, w Kalabrii. Pierwszą nazwą klubu było Catanzarese. W 1946 roku, tuż po II wojnie światowej, klub zmienił nazwę na Unione Sportiva Catanzaro (U.S Catanzaro). Obecnie klub występuje pod nazwą Football Club Catanzaro gra w Serie B.

## Znani gracze
- Edi Bivi
- Gianni Improta
- Gianni Bui
- Diomansy Kamara
- Massimo Mauro
- Massimo Palanca
- Claudio Ranieri
- Giorgio Corona
- Benito Carbone